# Sweethearting
Sweethearting staat voor een van de moeilijkst te pakken vormen van (winkel)diefstal. De term sweethearting is ontstaan in de Verenigde Staten en geeft de samenwerking weer tussen klanten en personeel met als doel goederen onbetaald of met hoge kortingen mee te nemen.
Door een betrokken personeelslid worden aan bekenden, vrienden, vriendinnen (sweethearts) of familie goederen gratis of met hoge korting meegegeven. Doordat in de meeste gevallen de goederen niet op de kassa of in financiële systemen worden geregistreerd, is deze vorm van criminaliteit niet of nauwelijks terug te vinden in de elektronische logging van bijvoorbeeld de kassa. 